# Gerichtsbezirk Neufelden
Der Gerichtsbezirk Neufelden war ein dem Bezirksgericht Neufelden unterstehender Gerichtsbezirk im politischen Bezirk Rohrbach (Bundesland Oberösterreich). Der Gerichtsbezirk wurde 2003 aufgelöst und das Gebiet dem Gerichtsbezirk Rohrbach zugeteilt.

## Geschichte
Der Gerichtsbezirk Neufelden wurde gemeinsam mit 46 anderen Gerichtsbezirke in Oberösterreich durch einen Erlass des k.k. Oberlandesgerichtes Linz am 4. Juli 1850 geschaffen und umfasste ursprünglich die 25 Steuergemeinden Allersdorf, Altenfelden, Arnreith, Auberg, Drautendorf, Eckersdorf, Grub, Haselbach, Kasten, Kirchberg, Kleinzell, Langhalsen, Neufelden, Neuhaus, Niederwaldkirchen, Petersberg, Pürnstein, Rammersdorf, Sankt Johann, Sankt Martin, Sankt Peter, Sankt Ulrich, Sankt Veit, Stamering, Windischberg.
Der Gerichtsbezirk bildete im Zuge der Trennung der politischen von der judikativen Verwaltung
ab 1868 gemeinsam mit den Gerichtsbezirken Rohrbach, Haslach, Aigen und Lembach den Bezirk Rohrbach.
1951 wurde die Gemeinde Arnreit aus dem Gerichtsbezirk Neufelden ausgeschieden und dem Gerichtsbezirk Rohrbach angegliedert.
Durch Gemeindezusammenlegungen reduzierte sich die Anzahl der Gemeinden bis zum Beginn des 21. Jahrhunderts auf die zehn Gemeinden Altenfelden, Auberg, Kleinzell, Neufelden, Niederwaldkirchen, Sankt Johann am Wimberg, Sankt Martin im Mühlkreis, Sankt Peter am Wimberg, Sankt Ulrich im Mühlkreis und Sankt Veit im Mühlkreis. Mit der Bezirksgerichts-Verordnung der Österreichischen Bundesregierung wurde am 12. November 2002 die Auflösung des Gerichtsbezirkes Neufelden beschlossen und die Zuweisung des Gebietes zum Gerichtsbezirk Rohrbach per 1. Jänner 2003 bestimmt.